# Graeme Manson
Pour les articles homonymes, voir Manson.
Graeme Manson est un scénariste et producteur de films et de télévision canadien.
Il est notamment connu comme le cocréateur avec John Fawcett de la série télévisée de science-fiction Orphan Black (2013-2017).